# Бурлацкое (Пологовский район)
Бурлацкое (укр. Бурлацьке) — село,
Чубаревский сельский совет,
Пологовский район,
Запорожская область,
Украина.
Код КОАТУУ — 2324288203. Население по переписи 2001 года составляло 68 человек.

## Географическое положение
Село Бурлацкое находится в 2-х км от левого берега реки Янчур,
на расстоянии в 5 км от села Фёдоровка.

## История
- 1800 год — дата основания.